# Чен, Юн
Юн Чен (англ. Jun Chen) — китайско-американский астроном и первооткрыватель малых планет.
Получила степень бакалавра в Пекинском университете в 1990 году и степень доктора философии в Гавайском университете в 1997 году.  Работая вместе с Дэвидом Джуиттом, Джейн Лу и другими астрономами, она совместно открыла ряд объектов пояса Койпера.  Центр малых планет приписывает ей совместное открытие 10 малых планет в 1994–1997 годах. 
В настоящее время работает разработчиком программного обеспечения в частном секторе. 